# Русина, Светлана Николаевна
Светлана Николаевна Русина (урожд. Баусова)  (род. 1957) — советская пловчиха в ластах.

## Карьера
Окончила 62 школу-интернат спортивного профиля города Ленинград. В соревнованиях по скоростному плаванию в ластах выступала за ленинградский СК ВМФ. Её тренером был заслуженный тренер РСФСР Е. Н. Рехсон.
3-кратный призёр чемпионата Европы (1975), 3-кратный чемпион СССР (1975, 1976), 3-кратный обладатель Кубка СССР (1975, 1976).
Окончила институт физкультуры имени П. Лесгафта.

## Тренерская работа
В 1979—1989 — тренер спортивного интерната № 62.
В 1989—1991 — Тренер спортивного клуба Военно-Морского Флота. Готовила сборную команду Ленинградской военно-морской базы по плаванию в ластах к первенствам Вооруженных сил СССР (РФ).
С 1993 года — Директор ООО «РЭП».

## Личная жизнь
Муж Светланы — заслуженный мастер спорта СССР, олимпийский чемпион (1980) С. А. Русин